# Semitische Sprachen

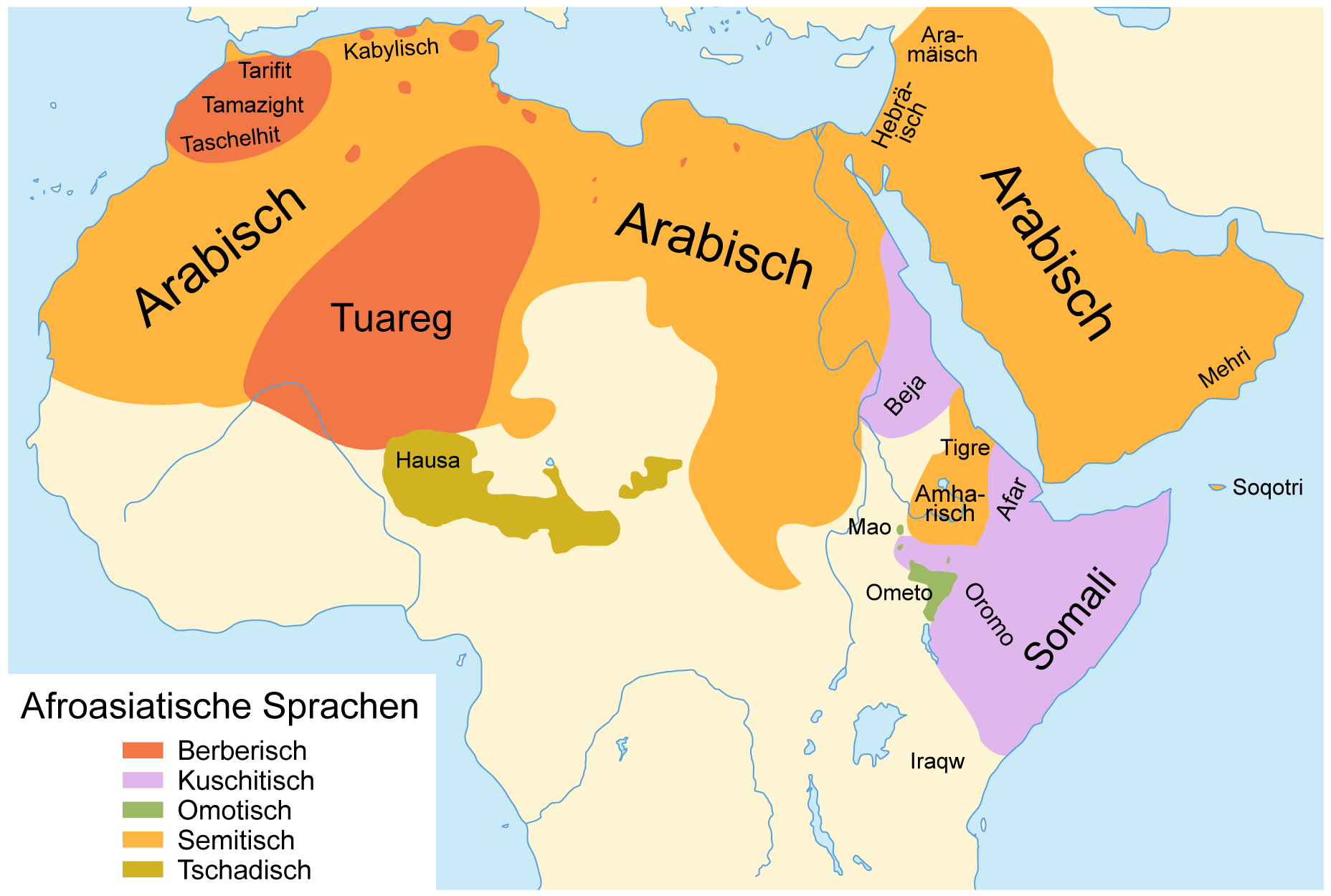
Karte der heutigen Verbreitung der afroasiatischen Sprachen: Semitisch in Ockergelb

Die semitischen Sprachen (ISO-639-2/5-Code [sem]) sind ein Zweig der afroasiatischen Sprachfamilie. Sie werden heute von ca. 260 Millionen Menschen in Vorderasien, in Nordafrika und am Horn von Afrika gesprochen. Wichtige semitische Sprachen sind Arabisch, Hebräisch, die neuaramäischen Sprachen, eine Reihe von in Äthiopien und Eritrea gesprochenen Sprachen wie Amharisch und Tigrinya sowie zahlreiche ausgestorbene Sprachen des Alten Orients wie Akkadisch. Zu den semitischen Sprachen zählt auch das in Europa beheimatete Maltesische.
Die Bezeichnung „semitisch“ wurde 1781 vom Göttinger Philologen August Ludwig von Schlözer geschaffen. Sie lehnt sich an die biblische Person Sem an, die als Stammvater der Aramäer, Assyrer, Elamiter, Chaldäer und Lyder gilt.

## Forschungsgeschichte
Ähnlichkeiten zwischen Hebräisch, Aramäisch und Arabisch fielen jüdischen Grammatikern bereits im Mittelalter auf. Als in der Renaissance auch in Europa die Beschäftigung mit orientalischen Sprachen einsetzte, verfassten christliche Hebraisten erste Ansätze zu einer vergleichenden Grammatik des Semitischen, wobei sie jedoch die unzutreffende Schlussfolgerung zogen, dass Aramäisch und Arabisch entartete Mischsprachen seien, die aus dem Hebräischen, der vermeintlichen Sprache des Paradieses, entstanden sind. Erst im 18. Jahrhundert begann sich eine neuere Betrachtungsweise durchzusetzen, als man erkennen musste, dass das Arabische, obwohl wesentlich jünger als das Hebräische und Aramäische, besonders archaische Züge aufweist.
Während das Altäthiopische bereits seit dem 16. Jahrhundert in Europa bekannt war, wurden seit dem 18. Jahrhundert weitere Sprachen entdeckt, die als semitisch identifiziert werden konnten: die modernen äthiosemitischen Sprachen, das Akkadische, das Altsüdarabische, epigraphische Zeugnisse antiker Sprachen in Syrien und Palästina und schließlich auch die modernen arabischen, aramäischen und neusüdarabischen Dialekte sowie erst 1928 das Ugaritische. Besonders die Entdeckung und Erschließung des Akkadischen hatte für die Semitistik nachhaltige Folgen, da es trotz seines hohen Alters von den damaligen Ansichten über das Protosemitische stark abweicht. Als letzte semitische Sprache wurde 1975 das Eblaitische entdeckt.
Im 19. Jahrhundert wurden auch die Beziehungen zu anderen Sprachfamilien in Afrika aufgefunden und damit die afroasiatische Sprachfamilie erschlossen, wodurch sich für das Verständnis des Semitischen neue Perspektiven ergaben.

## Geschichte und geographische Verbreitung

Karte mit der ungefähren historischen Verbreitung der semitischen Sprachen vor der islamischen Expansion

Im Altertum waren die semitischen Sprachen noch im Wesentlichen auf das Gebiet des Vorderen Orients beschränkt. Seit dem 1. Jahrtausend v. Chr. erlebten sie dann eine räumliche Verbreitung auf den afrikanischen Kontinent, als in Äthiopien und dem heutigen Eritrea semitische Sprachen auftauchten – falls dies nicht schon viel früher geschehen ist – und sich das Arabische durch die Islamische Expansion im 7. Jahrhundert n. Chr. über ganz Nordafrika und Teile Südeuropas, insbesondere die Iberische Halbinsel, ausbreitete. Heute umfasst das semitische Sprachgebiet Vorderasien, das Horn von Afrika, Nordafrika und mit der Insel Malta noch einen kleinen Teil Europas. Zahlreiche geografische Namen zeugen auf der Iberischen Halbinsel vom arabischen Erbe dieser Region.

### Altertum
In Mesopotamien ist ab dem 3. Jahrtausend v. Chr. das Akkadische überliefert. Als Sprache der internationalen Korrespondenz wurde es bis nach Ägypten benutzt. Ein Dialekt des Akkadischen war das in Syrien gesprochene Eblaitische. Im Laufe des 1. Jahrtausends v. Chr. wurde das Akkadische als gesprochene Sprache vom ebenfalls semitischen Aramäischen verdrängt, konnte sich aber noch bis in die ersten Jahrhunderte n. Chr. als Schriftsprache halten.
Bruchstückhaft ist das Amurritische überliefert, das nur durch die Personennamen der Amurriter aus der Zeit zwischen 2000 und 1500 v. Chr. bekannt ist. Aus Syrien ist das Ugaritische durch umfangreiche Inschriftenfunde aus der Zeit zwischen 1400 und 1190 v. Chr. überliefert. In Kanaan sprach man im Altertum die kanaanäischen Sprachen. Hierzu gehörte das Hebräische, die Sprache der Israeliten und Judäer, in der das Alte Testament verfasst ist. Als gesprochene Sprache befand es sich seit der Mitte des 1. Jahrtausends v. Chr. auf dem Rückzug und starb wahrscheinlich im 2./3. Jahrhundert n. Chr. aus. Doch diente es weiterhin als Sakralsprache des Judentums sowie zur Verständigung zwischen jüdischen Gemeinden in aller Welt. Im Mittelalter diente es teilweise als Zwischenstufe für Übersetzungen aus dem Arabischen in das Lateinische. Das Phönizische wurde ursprünglich im heutigen Libanon (Tyros, Byblos, Sidon) von den Phöniziern gesprochen und gehört ebenfalls zum Kanaanäischen. Durch die phönizische Kolonisation verbreitete sich die Sprache in Form des Punischen nach Nordafrika, vor allem Karthago und weiter bis in das heutige Spanien. Dort blieb es bis in das 6. Jahrhundert n. Chr. in Gebrauch. Kleinere, nur durch wenige Inschriften belegte kanaanäische Sprachen waren Moabitisch, Ammonitisch und Edomitisch. Die Unterschiede zwischen einzelnen kanaanäischen Sprachen scheinen sehr gering gewesen zu sein, so dass gelegentlich von einer einzigen Sprache ausgegangen wird, die lediglich in Dialekte und Soziolekte ausdifferenziert war.
Das seit dem 10./9. Jahrhundert v. Chr. belegte Aramäisch war ursprünglich nur in den Stadtkönigreichen Syriens verbreitet. Die Sprachform jener Zeit bezeichnet man als Altaramäisch. Nachdem die aramäischen Königreiche im 8. Jahrhundert v. Chr. von den Assyrern erobert worden waren, wurde das Aramäische in Form des Reichsaramäischen zur Verwaltungssprache zunächst im Neuassyrischen Reich sowie später im Neubabylonischen Reich (610–539 v. Chr.) und im persischen Achämenidenreich (539–333 v. Chr.). Dadurch verbreitete es sich im gesamten Vorderen Orient als Lingua franca. Durch die islamische Expansion wurde das Aramäische zurückgedrängt, doch blieb es sowohl für das Judentum (durch die Targum-Tradition und vor allem den Palästinischen und den Babylonischen Talmud) als auch für das Christentum (etwa durch die Peschitta der Orientalischen Kirchen und als Kirchensprache orientalischer Christen) bedeutsam.
Die Stämme der Arabischen Halbinsel gehörten im Altertum unterschiedlichen Sprachgruppen an. Im Norden war das Frühnordarabische mit mehreren Dialektgruppen verbreitet. Es ist seit etwa dem 8. Jahrhundert v. Chr. schriftlich überliefert und starb während der Ausbreitung des Islams aus. Die antike Sprache Zentralarabiens war eine frühe Form des heutigen Arabisch. Als Sprache des Korans gewann sie mit der Ausbreitung des Islams schnell an Bedeutung und verdrängte auch die antiken Sprachen im heutigen Jemen, darunter das Altsüdarabische und möglicherweise andere, kaum belegte Sprachen wie das Himjarische.
Spätestens seit dem 1. Jahrtausend v. Chr. wurden auch im Bereich der heutigen Staaten Äthiopien und Eritrea semitische Sprachen gesprochen. Bereits in der Antike spalteten sie sich in einen nördlichen und einen südlichen Zweig. Der nördliche Zweig weist in Form des Altäthiopischen unter den äthiopischen Sprachen die längste Schrifttradition auf. Altäthiopisch war die Sprache des Aksumitischen Reiches (etwa 1. bis 7. Jahrhundert n. Chr.) und später die Sakralsprache der äthiopischen Christen.

### Gegenwart
Heute ist das Arabische mit ca. 230 Millionen Sprechern mit Abstand die größte aller semitischen Sprachen und eine der größten Sprachen der Welt. Ihr Verbreitungsgebiet erstreckt sich von Mauretanien bis nach Oman. In insgesamt 25 Staaten der Arabischen Welt dient es als Amtssprache. Die arabischsprachigen Länder befinden sich in einer ausgeprägten Diglossie-Situation: Während die arabische Schriftsprache auf dem klassischen Arabisch des 8. Jahrhunderts beruht, dienen als Umgangssprache die regional unterschiedlichen arabischen Dialekte (auch: Neuarabisch). Auch das Maltesische, die einzige in Europa beheimatete semitische Sprache, geht auf einen arabischen Dialekt zurück; aufgrund der katholisch-europäischen Tradition Maltas wird es in lateinischen Buchstaben geschrieben und unterliegt keinen hocharabischen Einflüssen mehr. Als Sprache des Korans hat das Arabische auch in nicht arabischsprachigen Ländern der islamischen Welt Verbreitung erfahren und die autochthonen Sprachen insbesondere im Wortschatz maßgeblich geprägt. Arabische Lehnwörter sind im Türkischen und Persischen allgegenwärtig und ähnlich häufig wie die lateinischen in den europäischen Sprachen. Heute gibt es migrationsbedingt in zahlreichen Staaten Europas arabischsprachige Minderheiten, vor allem in Frankreich, den Niederlanden und Belgien.
Trotz seiner weitaus kleineren Sprecherzahl nimmt das Hebräische durch die Bedeutung, die ihm als Jahrtausende lang verwendete jüdische Kultur- und Literatursprache zukommt, eine bemerkenswerte Position ein. Auch in christlichen Kreisen wurde es als Sprache des Alten Testaments seit dem Mittelalter erforscht und studiert. Seit dem 19. Jahrhundert, insbesondere im Zuge des Zionismus, belebten jüdische Intellektuelle das Hebräische zu einer alltagstauglichen Umgangssprache (Ivrit), die 1948 zusammen mit Arabisch Amtssprache des Staates Israel wurde und schon zuvor eine der offiziellen Sprachen des britischen Mandatsgebiets Palästina war. Heute wird Hebräisch in Israel von etwa sieben Millionen Menschen als Erstsprache oder weitere Sprache (nach Arabisch, Russisch, Äthiopisch o. a.) verwendet; nur schätzungsweise die Hälfte der Hebräischsprecher in Israel sind Muttersprachler. Auch nach der Räumung palästinensischer Gebiete durch Israel ist das Hebräische dort als Verkehrssprache gebräuchlich, wenigstens im Kontakt mit Israel. In der jüdischen Diaspora (besonders in Westeuropa, Nord- und Südamerika) wird es als Religionssprache und Sprache des jüdischen Volkes gepflegt, so dass außerhalb Israels von mehreren zehn- oder sogar hunderttausend Personen ausgegangen werden kann, die über kommunikative Kompetenz in dieser Sprache verfügen.

Syrisch-Aramäische Schrift (West-Syrisch, Ost-Syrisch sowie Estrangelo)

Obwohl das Aramäische viel von seiner einstigen Bedeutung verloren hat, hat es als gesprochene Sprache bis heute überlebt, etwa in der Südosttürkei (Tur-Abdin), dem Irak und dem Iran (Aserbaidschan). Insgesamt gibt es über Vorderasien verstreut ca. 500.000 Aramäischsprachige. Ihre Zahl dürfte durch den von Repression, Krieg und Emigration geprägten demografischen Wandel im 20. und zu Beginn des 21. Jahrhunderts (nach dem Ersten Weltkrieg Christenverfolgungen unter türkischer Herrschaft, der Irakkrieg und seine Folgen etc.) stark rückläufig sein. Hingegen sind Exilgemeinden in Nord- und Westeuropa (etwa in Gütersloh/Westfalen und Södertälje/Schweden) und Nordamerika gewachsen, in denen die aramäischen Mundarten als Haus-, Familien- und Gemeindesprache bisher überleben. In Europa sprechen ca. 250.000 Assyrer (auch bekannt als Aramäer) das Syrisch-Aramäische Surayt (auch bekannt als Turoyo). Das Neuwestaramäische wird noch von ca. 10.000 Menschen in drei Dörfern in Syrien gesprochen. Zu den neuostaramäischen Sprachen gehören unter anderem Surayt/Turoyo (schätzungsweise 50.000 Sprecher im Nahen Osten) und Neumandäisch. In der Regel gehören die Aramäischsprecher christlichen Kirchen an, in denen ältere Sprachformen des Aramäischen als Sakralsprache verwendet werden oder wurden. Da kein eigenes Bildungssystem besteht, das Aramäisch als moderne Hochsprache etablieren und ausbauen könnte, sind die meisten modernen Varietäten des Aramäischen schriftlos; in Syrien gab es um 2010 eine staatliche Initiative, die Mundart des Aramäerdorfes Maalula mit dem heute als hebräisch bekannten Alphabet zu verschriftlichen. Die Quadratschrift, die heutige hebräische Druckschrift, basiert auf einem reichsaramäischen Alphabet, das in der Antike die althebräische Schrift ersetzt hat. Auch jüdische Minderheiten, etwa die kurdischen Juden, haben lokale Formen des Aramäischen als Muttersprache. Infolge der Emigration nach Israel in den 1950/60er Jahren und durch die Umstellung auf das Hebräische im israelischen Alltag und Bildungswesen muss angenommen werden, dass es nur noch wenige jüngere Sprecher jüdisch-aramäischer Dialekte gibt. Trotzdem führte der staatliche israelische Rundfunk Kol Israel in seinem Einwandererprogramm noch 2011 eine tägliche Sendung auf Aramäisch ein.
Im Süden der Arabischen Halbinsel, Jemen und Oman spricht man die neusüdarabischen Sprachen. Diese sind trotz ihres Namens weder mit dem Altsüdarabischen noch dem (Nord-)Arabischen näher verwandt, sondern bilden einen eigenständigen Zweig der semitischen Sprachen. Die sechs neusüdarabischen Sprachen Mehri, Dschibbali, Harsusi, Bathari, Hobyot und Soqotri haben insgesamt ca. 200.000 Sprecher, die größte Sprache ist Mehri mit 100.000 Sprechern.
In Äthiopien und Eritrea ist eine größere Zahl semitischer Sprachen vom Zweig der äthiosemitischen Sprachen verbreitet, die insgesamt von ca. 29 Millionen Menschen gesprochen werden. Die größte äthiosemitische Sprache und zweitgrößte semitische Sprache überhaupt ist Amharisch, die Nationalsprache Äthiopiens, die ca. 20 Millionen Menschen sprechen. Tigrinya ist neben Arabisch Amtssprache in Eritrea und hat etwa sieben Millionen Sprecher. Neben diesen werden die verschiedenen Gurage-Sprachen im südlichen Zentraläthiopien von ungefähr 1,9 Millionen Menschen gesprochen. Ebenfalls in Eritrea verbreitet ist Tigre (0,8 Millionen Sprecher). Auch in Israel lebt seit der Massenemigration äthiopischer Juden in den 1980er Jahren eine äthiopischsprachige Minderheit. Als aus der jüdischen Diaspora importierte Sprache ist sie dort durch die Verwaltungs- und Bildungssprache Hebräisch ähnlich bedroht wie Jiddisch, Judenspanisch, Jüdisch-Aramäisch, Russisch, Französisch u. a.

## Klassifikation

### Historische Ansätze
Die interne Klassifikation der semitischen Sprachen ist noch nicht abschließend geklärt. Die semitischen Sprachen werden in zwei Hauptzweige eingeteilt: Ost- und Westsemitisch. Das Ostsemitische besteht aus dem Akkadischen und dem nah verwandten Eblaitischen. Ein Hauptunterschied zwischen diesen beiden Zweigen liegt darin, dass die Suffixkonjugation im Ostsemitischen (wahrscheinlich im Einklang mit dem Protosemitischen) einen Zustand ausdrückt, während dieselbe Form im Westsemitischen die Funktion des Perfekts hat. Traditionell wurde das Westsemitische – vornehmlich nach geografischen Kriterien – weiter in die nordwestsemitischen Sprachen (Hebräisch, Aramäisch, Ugaritisch) und die südsemitischen Sprachen (Arabisch, Altsüdarabisch, Neusüdarabisch, Äthiopisch) unterteilt. Somit ergäbe sich folgende Struktur:
- Semitisch
  - Ostsemitisch (Akkadisch, Eblaitisch)
  - Westsemitisch
    - Nordwestsemitisch (Hebräisch, Aramäisch, Ugaritisch)
    - Südsemitisch (Arabisch, Altsüdarabisch, Neusüdarabisch, Äthiopisch)

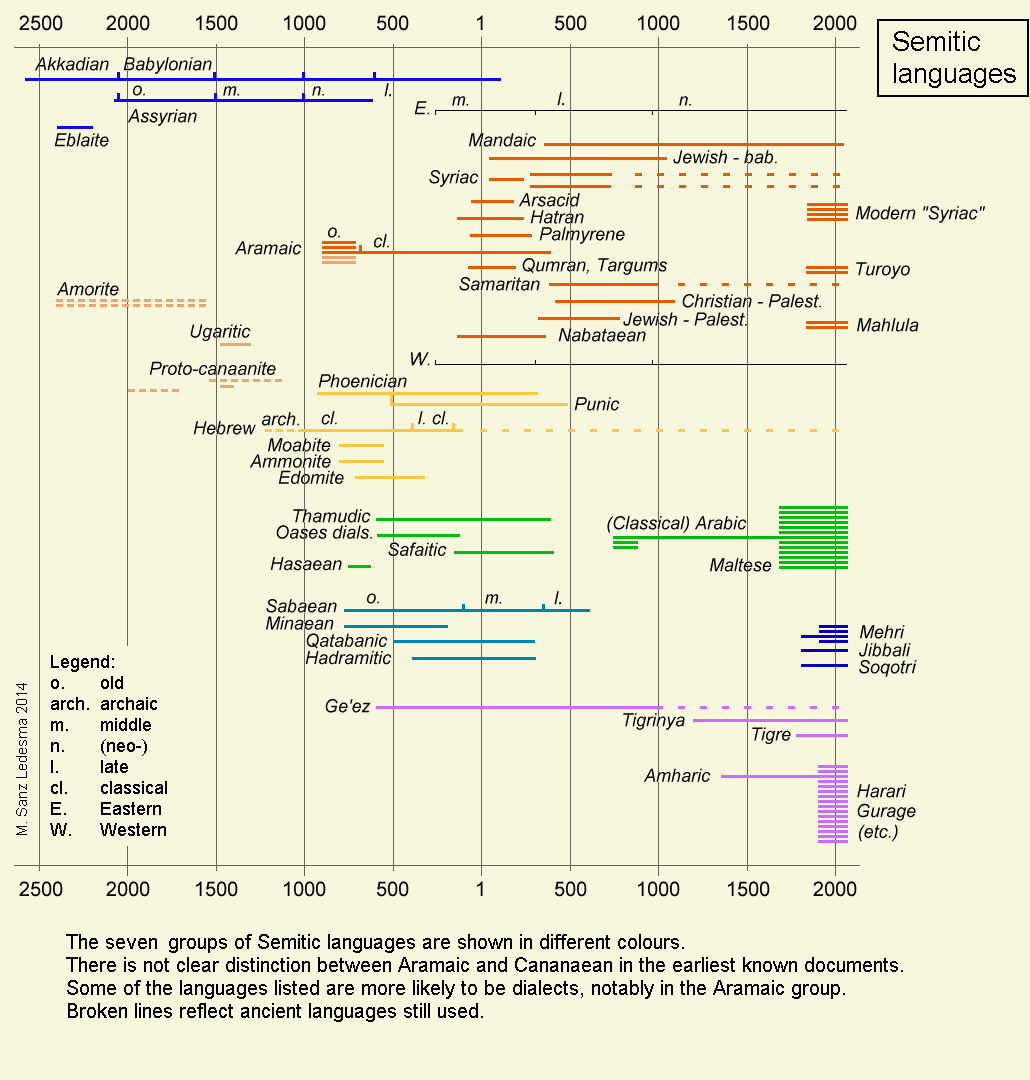
Eine Chronologie einiger semitischer Sprachen.

Diese Klassifikation stellte Robert Hetzron ab 1969 durch die Einbeziehung des Konzepts der „gemeinsamen Innovation“ (shared innovation) erheblich in Frage. Eine zentrale Rolle kommt dabei der Stellung des Arabischen zu. Tatsächlich hat das Arabische mit den übrigen traditionell als südsemitisch zusammengefassten Sprachen drei auffällige Merkmale gemeinsam: Die innere bzw. gebrochene Pluralbildung, den Lautwandel von ursemitischem *p zu f und einen durch Vokaldehnung gebildeten Verbalstamm (Arabisch qātala sowie mit t-Präfix taqātala). Laut Hetzron erfüllen diese Gemeinsamkeiten nicht das Kriterium der genetischen Verwandtschaft, da der Lautwandel *p > f ein areal feature und die gebrochene Pluralbildung ein ursemitisches Phänomen sei, das in den übrigen Sprachen ersetzt wurde. Hingegen teile das Arabische mit dem Nordwestsemitischen einige Innovationen im verbalen Gebrauch von Wurzelkonsonanten. Hierzu gehört die Imperfektform yaqtulu, während das Äthiopische und Neusüdarabische eine Form aufweisen, die auf das ursemitische *yaqattVl zurückgeht. Daher fasst Hetzron das Arabische und Nordwestsemitische zu einem zentralsemitischen Unterzweig zusammen. Die Frage der Klassifikation des Arabischen ist bislang nicht eindeutig geklärt, in der Forschung gewinnt jedoch Hetzrons Gliederung an Zustimmung.
In jüngster Zeit wurden weitere Modifikationen von Hetzrons Modell vorgeschlagen: Das Altsüdarabische weist offenbar auch eine Imperfektform vom Typ *yaqtulu auf und wäre somit ebenfalls dem Zentralsemitischen zuzuordnen. Zudem wird die Existenz eines südsemitischen Zweigs gänzlich in Frage gestellt: Weil die Imperfektform *yaqattVl als gemeinsames Merkmal der beiden verbliebenen Unterzweige keine gemeinsame Innovation, sondern eine Konservation darstellt, müssten das Neusüdarabische und Äthiopische als jeweils eigenständige Unterzweige des Westsemitischen angesehen werden. Damit ergäbe sich für die Klassifikation der semitischen Sprachen folgende Struktur:
- Semitisch
  - Ostsemitisch (Akkadisch)
  - Westsemitisch
    - Zentralsemitisch
      - Nordwestsemitisch (Hebräisch, Aramäisch, Ugaritisch)
      - Arabisch
      - Altsüdarabisch

    - Neusüdarabisch
    - Äthiosemitisch

Die Einordnung des Himjarischen ist ungewiss, da zu wenige Daten zu seiner Einordnung vorliegen; es handelt sich zwar allem Anschein nach um eine semitische Sprache, aber sie muss unklassifiziert bleiben, und nur zusätzliche Texte könnten diese Situation verbessern.

### Klassifikation der semitischen Sprachen
- Ostsemitisch †
  - Akkadisch † (Babylonisch, Assyrisch, Eblaitisch, Mari, Kish u. a.)
- Westsemitisch
  - Zentralsemitisch
    - Nordwestsemitisch
      - Ugaritisch †
      - Kanaanäisch
        - Phönizisch-Punisch †
        - Moabitisch †
        - Ammonitisch †
        - Edomitisch †
        - Hebräisch (Biblisches Hebräisch †, Spätes Bibelhebräisch †, Qumran-Hebräisch †, Samaritanisches Hebräisch †, Rabbinisches Hebräisch †, Neuhebräisch)
        - Deir 'Alla †

      - Aramäisch
        - Altaramäisch † (Syrische Stadtstaaten)
        - Reichsaramäisch † (Neuassyrisches Reich, Neubabylonisches Reich, Achämenidenreich)
        - Mittelaramäisch † (Hatranisch, Nabatäisch, Palmyrenisch, Biblisches Mittelaramäisch)
        - Klassisches Aramäisch † (Jüdisch-Palästinisch, Samaritanisch, Melkitisch; Klassisches Syrisch; Mandäisch, Jüdisch-babylonisch)
        - Neuaramäisch
          - Westneuaramäisch (Ma'alula, Bach'a, Djubb'adin)
          - Ostneuaramäisch
            - Nordwest: Turoyo, Mlahsö
            - Nordost: Assyrisch-Neuaramäisch, Chaldäisch-Neuaramäisch, Jüdisch-Neuaramäisch u. a.
            - Südost: Neumandäisch

    - Nordarabisch
      - Frühnordarabisch †
      - Arabisch (Klassisches Arabisch, Neuarabische Umgangssprachen, Altarabisch, Maltesisch)

    - Altsüdarabisch † (Sabäisch †, Minäisch †, Qatabanisch †, Hadramitisch †)

  - Neusüdarabisch (Soqotri, Mehri, Harsusi, Dschibbali, Hobyot)
  - Äthiosemitisch
    - Nordäthiosemitisch (Altäthiopisch †, Tigrinya, Tigré, Dahalik)
    - Südäthiosemitisch
      - Transversales Südäthiosemitisch (Amharisch, Argobba, Harari, Silt’e, Zay, Wolane)
      - Äußeres Südäthiosemitisch (Chaha, Ezha, Gafat †, Soddo, Muher, Inor, Goggot, Mäsqän, Gumer, Gyeto, Indägän, Inär)

## Verschriftlichung

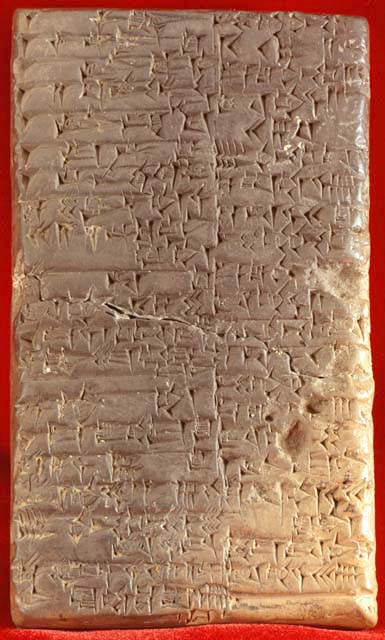
Tontafel mit mesopotamischer Keilschrift

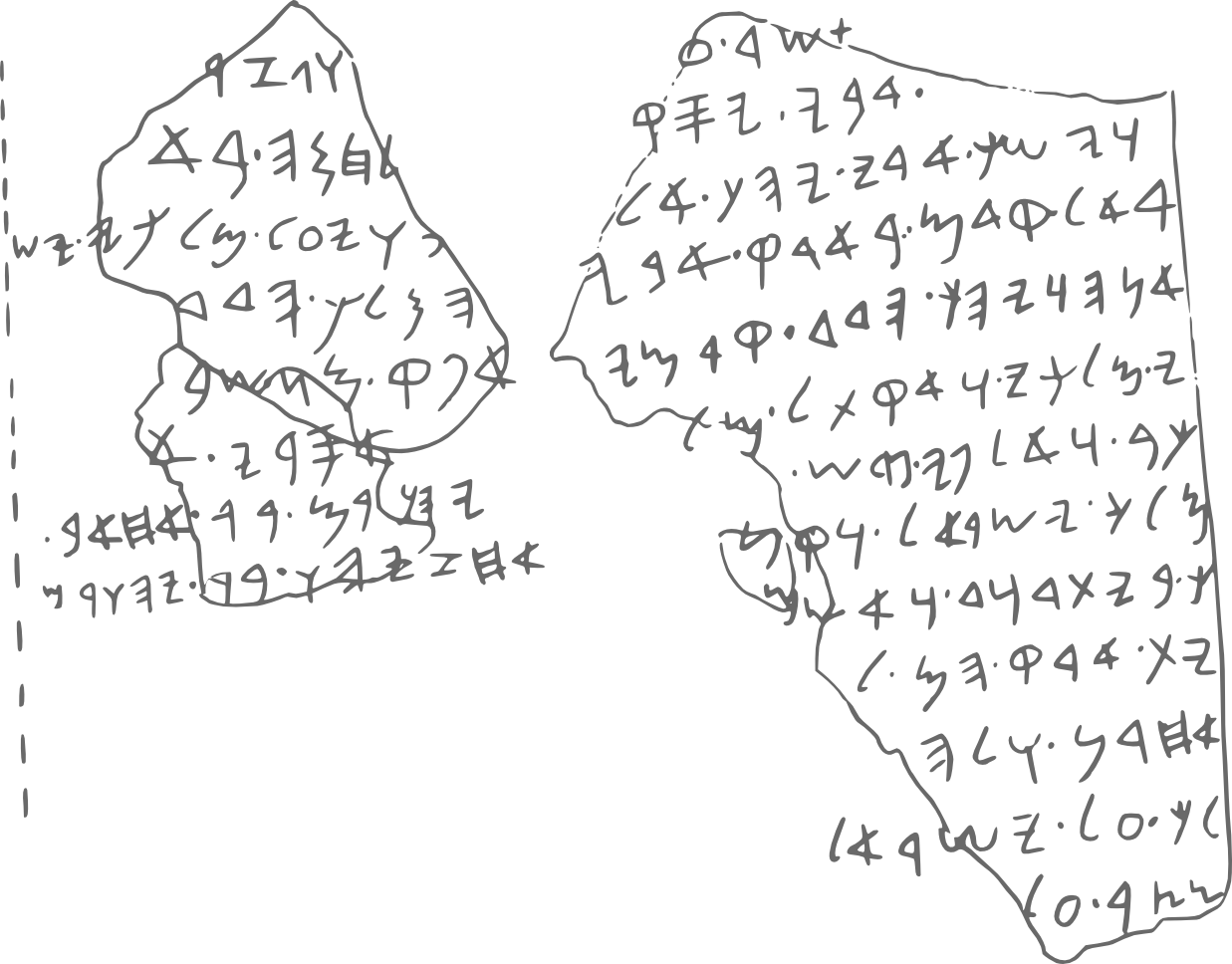
„Tel-Dan-Inschrift“ in phönizischer Schrift
(9. Jh. v. Chr.)

Das Wort „Arabisch“ in arabischer Sprache und Schrift

Semitische Sprachen sind seit dem 3. vorchristlichen Jahrtausend in schriftlicher Form überliefert. Für das Akkadische wurde seit dem 3. Jahrtausend v. Chr. die von den Sumerern übernommene mesopotamische Keilschrift, hauptsächlich eine Silbenschrift, angewendet. Zum Schreiben westsemitischer Sprachen dienten dagegen seit den frühesten Zeugnissen aus der ersten Hälfte des 2. Jahrtausends v. Chr. alphabetische Schriften. Deren Wurzel war vermutlich die protosinaitische Schrift, die über die phönizische Schrift zum Ursprung nicht nur aller semitischen Alphabete, sondern auch zahlreicher anderer Alphabetschriften wurde. Eine Sonderstellung nahm dabei die ugaritische Schrift ein, die formal eine Keilschrift, tatsächlich aber ein Konsonantenalphabet war.
Die alphabetischen Schriften waren ursprünglich reine Konsonantenschriften, so dass die meisten Vokale in ausgestorbenen semitischen Sprachen unbekannt bleiben. Seit dem 1. Jahrtausend n. Chr. wurden einige Systeme jedoch zur Vokalbezeichnung erweitert. Die äthiopische Schrift entwickelte eine sekundäre Vokalbezeichnung durch angefügte Kreise und Striche. In anderen jüngeren Alphabeten wurde eine Vokalbezeichnung durch über- oder untergesetzte Elemente eingeführt, die im Hebräischen als Nikud („Punktierung“) bezeichnet werden.

## Beziehungen zu anderen Sprachen
Das Semitische ist einer der sechs Primärzweige der in Nordafrika und dem Vorderen Orient verbreiteten afroasiatischen Sprachfamilie, zu der neben dem Semitischen auch das Ägyptische, Kuschitische, Berberische, Omotische und Tschadische gehören. Mit etwa 260 Millionen Sprechern ist es der meistgesprochene Hauptzweig des Afroasiatischen. Mit anderen afroasiatischen Sprachfamilien hat es nicht nur einen Teil des Lexikons gemein, sondern auch wesentliche strukturelle Eigenschaften wie die Wurzelmorphologie, die Verbalkonjugation, das Kasussystem, das Lautsystem sowie die Personalpronomina. Die folgende Tabelle bietet einige Beispiele für Parallelen mit den anderen Hauptzweigen des Afroasiatischen:
| (Grund-)Bedeutung       | Arabisch | Ägyptisch     | Berberisch     | Kuschitisch     | Tschadisch           | Omotisch                 |
| ----------------------- | -------- | ------------- | -------------- | --------------- | -------------------- | ------------------------ |
| „Herz“                  | lubb     | *jéb          |                | Somali laab     | Mokilko ʔulbo        | Gollango libʔa („Bauch“) |
| „Zunge“                 | lisān    | *lés          | Kabylisch iləs |                 | Bole lisìm           | Dime lits'- („lecken“)   |
| „Wasser“                | mā       | *máw          | Kabylisch aman |                 | Bole àmma            | Mocha amiyo („regnen“)   |
| „dein“/„dich“/„du“ (m.) | -ka      | =k            | Kabylisch -k   | Somali ku       | Hausa ka             |                          |
| „zwei“                  | ʾiṯn-āni | *sinéwwVj     | Kabylisch sin  |                 |                      |                          |
| „du (m.) stirbst“       | ta-mūtu  | mwt „sterben“ | Tuareg tə-mmut | Rendille ta-mut | Hausa mútù „sterben“ |                          |
| „er stirbt“             | ya-mūtu  | mwt „sterben“ | Tuareg yə-mmut | Rendille ya-mut | Hausa mútù „sterben“ |                          |

## Semitische Wortgleichungen
Der in allen Zweigen des Semitischen zu findende Wortschatz enthält insbesondere typische Wörter des Grundwortschatzes: Bezeichnungen für Verwandtschaftsverhältnisse, Körperteile, Tiere, Bestandteile der Welt („Himmel“, „Wasser“) sowie wichtige Adjektive („groß“, Farben) und Wörter aus Religion und Mythologie. Die folgende Liste nennt einige Beispiele für gemeinsemitische Wörter:
| Bedeutung      | Proto-Semitisch (rekonstruiert) | Ostsemitisch | Zentralsemitisch     | Zentralsemitisch | Äthiosemitisch       | Neusüdarabisch    |
| Bedeutung      | Proto-Semitisch (rekonstruiert) | Akkadisch    | Klassisches Arabisch | Hebräisch        | Altäthiopisch        | Mehri             |
| -------------- | ------------------------------- | ------------ | -------------------- | ---------------- | -------------------- | ----------------- |
| Ohr            | *ʾuḏn-                          | uzn-um       | ʾuḏn                 | ʾōzæn            | ʾəzn                 | ḥə-yḏēn           |
| Mutter         | *ʾimm-                          | umm-um       | ʾumm                 | ʾēm              | ʾəmm                 | ʾɛ̄m               |
| Haus           | *bayt-                          | bīt-um       | bayt                 | bayiṯ            | bet                  | bayt              |
| Blut           | *dam-                           | dam-um       | dam                  | dām              | däm                  | dəm („Eiter“)     |
| fünf (feminin) | *ḫamiš-                         | ḫamiš        | ḫams                 | ḥāmēš            | ḫäməs                | ḫáyməh            |
| Hund           | *kalb-                          | kalb-um      | kalb                 | kælæḇ            | kälb                 | kawb              |
| König          | *malik-                         | malk-um      | malik                | mælæḵ            | mäläkä („herrschen“) | məlēk             |
| er hört(e)     | *ya-šmaʿ                        | i-šmē        | ya-smaʿ-u            | yi-šmaʿ          | yə-smaʿ              | yə-hmɛ̄            |
| Kopf           | *raʾš-                          | rēš-um       | raʾs                 | rōš              | rəʾs                 | ḥə-rōh            |
| Tag            | *yawm-                          | ūm-um        | yawm                 | yōm              | yom                  | ḥə-yáwm („Sonne“) |

## Phonologie

### Konsonanten
Das gemein-semitische Konsonanteninventar umfasst 29 Phoneme, die sich lediglich im Altsüdarabischen und einem Teil des Frühnordarabischen noch in dieser Zahl finden, das klassische Arabisch folgt mit 28 erhaltenen konsonantischen Phonemen, im Akkadischen sind diese hingegen zu nur noch 17 Lauten zusammengefallen. Das semitische Konsonanteninventar teilt einige wesentliche Charakteristika mit anderen Primärzweigen des Afroasiatischen: es finden sich durch Glottalisierung oder Pharyngalisierung gebildete „emphatische“ Konsonanten, die mit stimmhaften und stimmlosen Konsonanten häufig triadische Gruppen bilden; auch die Existenz zweier pharyngaler sowie – heute allerdings auf das Neusüdarabische beschränkt – lateraler Konsonanten ist kennzeichnend. Wenngleich die Anzahl und die Entwicklung der protosemitischen Konsonanten gesichert ist, wird deren Realisierung diskutiert. Die folgende Tabelle stellt eine mögliche neuere Rekonstruktion dar (in Klammern steht die auf dem Arabischen und Hebräischen beruhende konventionelle Transkription):
|            |            | bilabial | dental | alveolar | palatal | velar  | pharyngal | glottal |
| ---------- | ---------- | -------- | ------ | -------- | ------- | ------ | --------- | ------- |
| Plosive    | stimmlos   | p (p)    |        | t (t)    |         | k (k)  |           | ʔ (ʾ)   |
| Plosive    | emphatisch |          |        | tˀ (ṭ)   |         | kˀ (q) |           |         |
| Plosive    | stimmhaft  | b (b)    |        | d (d)    |         | g (g)  |           |         |
| Affrikaten | stimmlos   |          |        | ᵗs (s)   |         |        |           |         |
| Affrikaten | emphatisch |          |        | ᵗsˀ (ṣ)  |         |        |           |         |
| Affrikaten | stimmhaft  |          |        | ᵈz (z)   |         |        |           |         |
| Frikative  | stimmlos   |          | θ (ṯ)  | s (š)    |         | x (ḫ)  | ħ (ḥ)     | h (h)   |
| Frikative  | emphatisch |          | θˀ (ẓ) |          |         |        |           |         |
| Frikative  | stimmhaft  |          | ð (ḏ)  |          |         | ɣ (ġ)  | ʕ (ʿ)     |         |
| Laterale   | stimmlos   |          |        | ɬ (ś)    |         |        |           |         |
| Laterale   | emphatisch |          |        | ɬˀ (ḍ/ṣ́) |         |        |           |         |
| Laterale   | stimmhaft  |          |        | l (l)    |         |        |           |         |
| Nasale     | Nasale     | m (m)    |        | n (n)    |         |        |           |         |
| Vibranten  | Vibranten  |          |        | r (r)    |         |        |           |         |
| Halbvokale | Halbvokale | w (w)    |        |          | y (y)   |        |           |         |

### Vokale
Für das Proto-Semitische werden unumstritten die Vokale a, i und u sowie ihre langen Gegenstücke ā, ī, ū rekonstruiert. Dieses System hat sich jedoch nur in sehr wenigen Sprachen, wie dem klassischen Arabisch, vollständig erhalten, während in den meisten semitischen Sprachen teilweise erhebliche Veränderungen eingetreten sind. Diphthonge waren im Proto-Semitischen zwar durch die starken Beschränkungen des Silbenbaus unmöglich, doch wurden vermutlich wie im klassischen Arabisch Kombinationen aus a und den Halbvokalen w und y als Diphthonge realisiert. Vor allem in den modernen semitischen Sprachen werden diese Kombinationen monophthongisiert, vergleiche arabisch ʿayn- – akkadisch īnu- „Auge“, arabisch yawm- – hebräisch yōm „Tag“.

### Silbenbau
In den semitischen Sprachen sind ursprünglich nur Silben der Form Konsonant-Vokal (CV; offene Silbe) und Konsonant-Vokal-Konsonant (CVC; geschlossene Silbe) erlaubt. Falls durch Schwund eines Vokales ein Wort gegen diese Gesetze verstößt, kann in Tochtersprachen ein Sprossvokal eingefügt werden: arabisch ʾuḏn-u- „Ohr“ – hebräisch ʾōzæn. Es ist umstritten, ob im Proto-Semitischen einige Konsonanten auch wie Vokale silbenbildend auftreten konnten, etwa in *bn̩- „Sohn“ > arabisch ʾibn-, akkaddisch bin-.

## Morphologie

### Wurzelflexion
Grundlage der Morphologie und des Lexikons ist – wie für das Afroasiatische typisch – die aus einer Folge von in der Regel drei Konsonanten, den Radikalen, bestehende Wurzel, die ausschließlich lexikalische, aber keine grammatische Information enthält. Durch die Anfügung weiterer Morpheme können hiervon Wörter und Wortformen gebildet werden. Diese Morpheme, die auch als Schema bezeichnet werden, können Affixe, Infixe und insbesondere eine Folge von Vokalen sein, so dass die Wurzel für einen Begriff, das Schema dagegen für ein Wort sowie dessen grammatische Form kennzeichnend ist. Dies möge die folgende Auflistung von Formen der Wurzel ktb „schreiben“ im Arabischen illustrieren:
| Wortart    | Analyse                                 | Form     | Übersetzung            |
| ---------- | --------------------------------------- | -------- | ---------------------- |
| Verb       | 3. Person Singular Maskulinum Perfekt   | kataba   | „er schrieb“           |
| Verb       | 3. Person Singular Maskulinum Imperfekt | yaktubu  | „er schreibt“          |
| Substantiv | Verbalnomen                             | kitāba   | „das Schreiben“        |
| Substantiv | Abgeleitetes Substantiv                 | kitāb    | „Buch“                 |
| Substantiv | Abgeleitetes Substantiv                 | kutub    | „Bücher“               |
| Substantiv | Abgeleitetes Substantiv                 | kutayyib | „Broschüre“            |
| Substantiv | Abgeleitetes Substantiv                 | maktab   | „Büro“                 |
| Substantiv | Abgeleitetes Substantiv                 | maktaba  | „Bibliothek“           |
| Adjektiv   | Nisbeadjektiv                           | kitābī   | „schriftlich“          |
| Adjektiv   | Partizip aktiv                          | kātib    | „schreibend; Sekretär“ |
| Adjektiv   | Partizip passiv                         | maktūb   | „geschrieben“          |

Wurzeln, die y oder w als Stammkonsonant haben und solche, deren letzte beiden Konsonanten identisch sind, werden – in Einzelsprachen mit gewissen anderen Gruppen – als schwache Wurzeln bezeichnet; sie weisen bei der Formenbildung diverse Unregelmäßigkeiten auf. Eine weitere Ausnahme stellen neben Pronomina und diversen Partikeln auch einige zweikonsonantige Substantive dar, beispielsweise *dam- „Blut“, *yam- „Meer“. Ihre abweichende Struktur ist auf ihr hohes sprachgeschichtliches Alter zurückzuführen.
Nach einer auf das 19. Jahrhundert zurückgehenden Theorie sind viele oder alle dreikonsonantigen Wurzeln des Semitischen auf ursprünglich zweikonsonantige Formen aufgebaut. Als Indizien werden insbesondere die schwachen Wurzeln angeführt, die ihren Halbvokal in bestimmten Formen verlieren, Wurzeln der Form C1C2C2; sowie Wurzeln ähnlicher Bedeutung, die zwei Konsonanten gemeinsam haben. So finden sich im Hebräischen die Verben qṣṣ „abschlagen, abschneiden“, qṣh „abschlagen, abschneiden“, qṣb „abschneiden“, qṣp „reißen, brechen“, qṣʿ „einschneiden“, qṣr „abschneiden“, die alle mit qṣ- beginnen und in ihrer Bedeutung mit „schlagen, schneiden“ verwandt sind. Zusätzlich hat das Arabische die Verben qṣm „(zusammen)brechen“ und qṣl „abschneiden, maqṣala = Guillotine“.
Im Bau der Wurzeln finden sich wie im Ägyptischen und Berberischen Beschränkungen, die das Auftreten ähnlicher und identischer Konsonanten betreffen. So sind Wurzeln mit identischem ersten und zweiten Radikal unmöglich, darüber hinaus kommen verschiedene Konsonanten, die den gleichen Artikulationsort haben, nicht gleichzeitig in einer Wurzel vor.

### Nominalmorphologie

#### Genus und Numerus
Jedes Substantiv gehört einem der beiden Genera Maskulinum oder Femininum an. Während das Maskulinum generell unmarkiert ist, findet sich als Femininmarker die Endung -(a)t. Eine Ausnahme stellen einige unmarkierte Nomina dar, die sich dennoch wie feminine Substantive verhalten. Dieses Phänomen findet sich insbesondere bei Substantiven mit weiblichem natürlichen Geschlecht (*ʾimm- „Mutter“) und Namen für Körperteile, die doppelt vorkommen (*ʾuḏn- „Ohr“).
Für das Proto-Semitische lassen sich die drei Numeri Singular, Dual und Plural rekonstruieren. Singular und Dual werden durch ihre Kasusendungen gekennzeichnet, die Bildung des Plurals ist dagegen wesentlich komplexer. Hier lassen sich prinzipiell zwei Bildungsarten unterscheiden: der im Südsemitischen einschließlich des Altsüdarabischen und Arabischen vorherrschende Innere Plural (gebrochener Plural) und der vor allem in den übrigen Sprachen auftretende Äußere Plural. Der äußere Plural wird vorrangig durch seine von Singular und Dual abweichenden Kasusendungen markiert (siehe das Kapitel zu den Kasus), wogegen zur Bildung des stets als Singular deklinierten inneren Plurals das Vokalschema des Singulars durch ein anderes Schema ersetzt wird: arabisch bayt „Haus“ – buyūt „Häuser“, raǧul „Mann“ – riǧāl „Männer“. Eine zweite Bildungsart des maskulinen äußeren Plurals stellt eine Endung -ān dar, vergleiche akkadisch šarr-ān-u „Könige“ neben dem gleichbedeutenden šarr-ū. In vielen Fällen tritt bei der Pluralbildung eine Genuspolarität auf. Dabei wird zu einem maskulinen Singular ein femininer äußerer Plural gebildet: akkadisch lišān-u-m „Zunge“ – lišān-āt-u-m „Zungen“. Im Akkadischen, Arabischen und Ugaritischen findet sich der Dual zur allgemeinen Bezeichnung der Zweizahl. In den meisten Sprachen ist er dagegen auf paarweise vorkommende Dinge beschränkt, beispielsweise Körperteile wie im hebräischen Dual yāḏ-ayim „die (beiden) Hände“.

#### Kasusflexion
In mehreren semitischen Sprachen finden sich drei Kasus, die je nach Numerus unterschiedliche Endungen aufweisen. Da die Endungen sowohl im Akkadischen als auch in zwei zentralsemitischen Sprachen (klassisches Arabisch und Ugaritisch) weitgehend übereinstimmend vollständig überliefert sind, können sie wohl auf das Protosemitische zurückgeführt werden. In einigen anderen Sprachen sind zumindest Reste des Systems erhalten. Ihre rekonstruierten protosemitische Formen sind:
|                             | Maskulinum | Maskulinum     | Maskulinum | Femininum | Femininum      | Femininum |
| Singular und Innerer Plural | Dual       | Äußerer Plural | Singular   | Dual      | Äußerer Plural |           |
| Nominativ                   | -u         | -ā             | -ū         | -t-u      | -t-ā           | -āt-u     |
| Genitiv                     | -i         | -ay            | -ī         | -t-i      | -t-ay          | -āt-i     |
| Akkusativ                   | -a         | -ay            | -ī         | -t-a      | -t-ay          | -āt-i     |

Der Nominativ dient als Subjektskasus, als Prädikat eines Satzes mit nominalem Prädikat, sowie als Zitierform. Der Genitiv markiert Possessoren und das Objekt von Präpositionen, während der Akkusativ Objekte von Verben und adverbiale Nominalphrasen markiert: akkadisch bēl bīt-i-m „der Herr des Hauses“ (Genitiv), arabisch qatala Zayd-u-n ʿAmr-a-n „Zayd (Nominativ) hat Amr (Akkusativ) getötet“, arabisch yawm-a-n „eines Tages“ (Akkusativ).
Weitere, vor allem im Akkadischen zu findende, Kasus sind der Lokativ auf -u und ein hauptsächlich adverbialer Kasus auf -iš, die jedoch beide nur beschränkt produktiv sind.

#### Status, Determination und Indetermination
Allen semitischen Sprachen ist gemeinsam, dass das Substantiv je nach seiner syntaktischen Umgebung in mehrere Status treten kann, die gewisse formale Unterschiede aufweisen. Für das Proto-Semitische lassen sich vermutlich zwei Status rekonstruieren: frei und an einen folgenden Genitiv (substantivisch oder pronominal) gebunden (Status constructus). Freie Substantive unterschieden sich von Substantiven im Status Constructus durch eine der beiden Endungen *-n und *-m, die nach den Buchstabennamen für m und n als Mimation (-m) und Nunation (-n) bezeichnet werden.
Für das Proto-Semitische lassen sich keine Mittel zur Unterscheidung von Determination und Indetermination rekonstruieren. Viele semitische Sprachen haben jedoch formale Mittel hierzu entwickelt. Einige Sprachen greifen hierzu auf Nunation und Mimation zurück, meist wurden aber neue Suffixe oder Präfixe entwickelt. Die folgende Tabelle bietet Beispiele aus einigen semitischen Sprachen:
|                  |                  | Determination                                 | Indetermination |
| Zentralsemitisch | Arabisch         | ʾal-                                          | -n              |
| Zentralsemitisch | Altsüdarabisch   | -n                                            | -m/-n           |
| Zentralsemitisch | Frühnordarabisch | h(n)-                                         |                 |
| Zentralsemitisch | Aramäisch        | -a                                            |                 |
| Zentralsemitisch | Hebräisch        | h- (plus Verdoppelung des ersten Konsonanten) |                 |
| Äthiosemitisch   | Amharisch        | -u (mask.) /-wa (fem.)                        |                 |
| Äthiosemitisch   | Tigrinya         | ʾətu (mask.) /ʾəta (fem.)                     |                 |
| Äthiosemitisch   | Harari           | -zo                                           |                 |
| Neusüdarabisch   | Mehri            | a-, ḥ-, h-, ∅                                 |                 |
| Ostsemitisch     | Akkadisch        |                                               |                 |

Nach Josef Tropper lassen sich die Formen des Artikels im Zentralsemitischen sämtlich auf die Grundform *han- zurückführen, die auf einer deiktischen Partikel beruhe.

### Pronominalmorphologie
Im Semitischen können Personalpronomina je nach ihrer syntaktischen Stellung in mehreren unterschiedlichen Formen auftreten. Im Klassisch-Arabischen lauten sie:
| Numerus  | Person | Person | Absolut  | Suffigiert                        |
| -------- | ------ | ------ | -------- | --------------------------------- |
| Singular | 1.     |        | ʾanā     | -ī, -ya (Genitiv) -nī (Akkusativ) |
| Singular | 2.     | m.     | ʾanta    | -ka                               |
| Singular | 2.     | f.     | ʾanti    | -ki                               |
| Singular | 3.     | m.     | huwa     | -hu                               |
| Singular | 3.     | f.     | hiya     | -hā                               |
| Dual     | 2.     |        | ʾantumā  | -kumā                             |
| Dual     | 3.     |        | humā     | -humā                             |
| Plural   | 1.     |        | naḥnu    | -nā                               |
| Plural   | 2.     | m.     | ʾantumū  | -kumu                             |
| Plural   | 2.     | f.     | ʾantunna | -kunna                            |
| Plural   | 3.     | m.     | hum      | -humu                             |
| Plural   | 3.     | f.     | hunna    | -hunna                            |

Die unabhängigen Pronomina stehen als Subjekt von Sätzen, etwa in arabisch huwa raǧulun „er (ist) ein Mann“. Enklitische Formen werden an ein Bezugswort suffigiert; dieses kann eine Verbform, ein Substantiv im Status constructus oder eine Präposition sein. Hinter Verbformen und Präpositionen drücken sie deren Objekt aus: arabisch daʿā-hu „er rief ihn“, während sie mit Substantiven ein Besitzverhältnis angeben: akkadisch šum-šu „sein Name“. Einige semitische Sprachen verfügen zusätzlich über eine auch außerhalb des Semitischen zu findende Reihe absoluter Pronomina wie akkadisch kâti „dich“, die mit einem Suffix -t gebildet sind. Im Akkadischen, im Altsüdarabischen, wo sie als adjektivische Demonstrativpronomina auftreten, und im Ugaritischen stehen sie als oblique Formen, während das Phönizische sie im Nominativ verwendet. Isoliert stehen einige weitere nur im Akkadischen zu findende Bildungen.

### Zahlwörter
Die Kardinalzahlen weisen besonders bei den niedrigeren Zahlen eine große Konsistenz auf, es fallen jedoch in einzelnen Sprachen Neubildungen für „eins“ und „zwei“ auf. Kardinalzahlen treten sowohl im Maskulinum als auch – durch die Endung protosemitisch -at markiert – im Femininum auf. Für Kardinalzahlen von drei bis zehn gilt die Regel der umgekehrten Polarität, das heißt weibliche Formen der Zahlwörter werden mit männlichen Formen des Nomens verbunden und umgekehrt. Insofern sind sie mit ihrem Bezugswort morphologisch genusinkongruent (zum Beispiel arabisch ṯalāṯ-at-u ban-īna „drei Söhne“,ṯalāṯ-u banāt-i-n „drei Töchter“).
Diese (mit einigen Ausnahmen, zum Beispiel Äthiosemitisch oder Ugaritisch) in allen semitischen Sprachen geltende Regel der morphologischen Genusopposition geht auf das Protosemitische zurück. Ihr Ursprung ist nicht endgültig geklärt, obwohl verschiedene Erklärungsversuche vorliegen. So wurde beispielsweise vorgeschlagen, die Endung -at habe ursprünglich nicht das Femininum, sondern das nomen unitatis (Individualbezeichnung, abgeleitet von einem Grundwort, das Kollektivum oder Gattungsbezeichnung ist) und damit die Zählbarkeit markiert. Die Ordinalia werden als Adjektive gebildet und sind mit ihrem Bezugswort regelmäßig genuskongruent.

### Verbalmorphologie

#### Präfixkonjugation
In allen semitischen Sprachen existiert eine Konjugation mittels präfigierter und teilweise suffigierter Personalmarkierungen. Im Akkadischen finden sich drei derartige Tempora/Aspekte (Präsens, Präteritum und „Perfekt“), die sich durch eine unterschiedliche Stammvokalisation unterscheiden. Im Äthiosemitischen und im Neusüdarabischen findet sich ein eigener Imperfekt-Indikativ-Stamm, der dem akkadischen Präsens ähnelt, während der Stamm -C1C2VC3- die Funktion eines Subjunktivs übernimmt. In den zentralsemitischen Sprachen wird dagegen ausschließlich das Imperfekt auf diese Weise konjugiert, dessen Stamm die Form -C1C2VC3- aufweist und somit mit dem akkadischen Präteritumstamm formal identisch ist (qtl „töten“, prs „schneiden“):
|          |            | Ostsemitisch: Akkadisch | Ostsemitisch: Akkadisch | Ostsemitisch: Akkadisch | Zentralsemitisch: klassisches Arabisch | Äthiosemitisch: Altäthiopisch | Äthiosemitisch: Altäthiopisch | Neusüdarabisch: Mehri | Neusüdarabisch: Mehri |
| Präsens  | Präteritum | Perfekt                 | Imperfekt (Apokopat)    | Imperfekt Indikativ     | Subjunktiv                             | Imperfekt Indikativ           | Subjunktiv                    |                       |                       |
| Singular | 1.         | a-parras                | a-prus                  | a-ptaras                | ʾa-qtul                                | ʾə-qättəl                     | ʾə-qtəl                       | ə-ruukəz              | ə-rkeez               |
| Singular | 2. m.      | ta-parras               | ta-prus                 | ta-ptaras               | ta-qtul                                | tə-qättəl                     | tə-qtəl                       | tə-ruukəz             | tə-rkeez              |
| Singular | 2. f.      | ta-parras-ī             | ta-prus-ī               | ta-ptars-ī              | ta-qtul-ī                              | tə-qätl-i                     | tə-qtəl-i                     | tə-reekəz             | tə-rkeez-i            |
| Singular | 3. m.      | i-parras                | i-prus                  | i-ptaras                | ya-qtul                                | yə-qättəl                     | yə-qtəl                       | yə-ruukəz             | yə-rkeez              |
| Singular | 3. f.      | ta-parras               | ta-prus                 | ta-ptaras               | ta-qtul                                | tə-qättəl                     | tə-qtəl                       | tə-ruukəz             | tə-rkeez              |
| Plural   | 1.         | ni-parras               | ni-prus                 | ni-ptaras               | na-qtul                                | nə-qättəl                     | nə-qtəl                       | nə-ruukəz             | nə-rkeez              |
| Plural   | 2. m.      | ta-parras-ā             | ta-prus-ā               | ta-ptars-ā              | ta-qtul-ū                              | tə-qätl-u                     | tə-qtəl-u                     | tə-rəkz-əm            | tə-rkeez-əm           |
| Plural   | 2. f.      | ta-parras-ā             | ta-prus-ā               | ta-ptars-ā              | ta-qtul-na                             | tə-qätl-a                     | tə-qtəl-a                     | tə-rəkz-ən            | tə-rkeez-ən           |
| Plural   | 3. m.      | i-parras-ū              | i-prus-ū                | i-ptars-ū               | ya-qtul-ū                              | yə-qätl-u                     | yə-qtəl-u                     | yə-rəkz-əm            | yə-rkeez-əm           |
| Plural   | 3. f.      | i-parras-ā              | i-prus-ā                | i-ptars-ā               | ya-qtul-na                             | yə-qätl-a                     | yə-qtəl-a                     | tə-rəkz-ən            | tə-rkeez-ən           |
| Dual     | 1.         |                         |                         |                         |                                        |                               |                               | ə-rəkz-oo             | l-ə-rkəz-oo           |
| Dual     | 2.         |                         |                         |                         | ta-qtul-ā                              |                               |                               | tə-rəkz-oo            | tə-rkəz-oo            |
| Dual     | 3. m.      | i-parras-ā              | i-prus-ā                | i-ptars-ā               | ya-qtul-ā                              |                               |                               | yə-rəkz-oo            | yə-rkəz-oo            |
| Dual     | 3. f.      | i-parras-ā              | i-prus-ā                | i-ptars-ā               | ta-qtul-ā                              |                               |                               | tə-rəkz-oo            | tə-rkəz-oo            |

Vermutlich ist für das Protosemitische (und möglicherweise auch das Proto-Afroasiatische) ein Präsens *ya-C1aC2C2VC3 und ein Präteritum *ya-C1C2VC3 zu rekonstruieren. Hierfür spricht auch die vereinzelte Vergangenheitsbedeutung des „zentralsemitischen“ Imperfekts.
In mehreren zentralsemitischen Sprachen und im Neusüdarabischen gibt es ein Passiv, das durch ein abweichendes Ablautmuster gebildet wird (klassisches Arabisch ya-qtul- „er tötet“, yu-qtal- „er wird getötet“) und im Zentralsemitischen auch mehrere (ursprünglich) durch Suffixe gebildete Modi.
Mit dem Stamm der Präfixkonjugation *ya-C1C2VC3 verwandt ist der Imperativ, der im Singular Maskulinum endungslos ist und im Singular Femininum und im Plural durch vokalische Endungen markiert wird, so bildet das Arabische zu ya-qtul-u „er tötet“ Imperative wie ʾuqtul „töte!“ (maskulin), ʾuqtul-na „tötet!“ (feminin).

#### Suffixkonjugation
Allen semitischen Sprachen ist ein weiterer Satz von Personalaffixen gemeinsam, der in der Verwendung jedoch wesentliche Unterschiede aufweist. Im Akkadischen kann er an jedes Substantiv oder Adjektiv angefügt werden und damit einen zeitlich nicht näher definierten Zustand ausdrücken: zikar (= zikar-∅) „er ist/war ein Mann“, damq-āku „ich bin/war gut“. In den westsemitischen Sprachen dient dieser Satz von Endungen dagegen mit einem Verbalstamm der Form C1aC2VC3- als Tempus/Aspekt analog zur Präfixkonjugation, meist zum Ausdruck des Perfekts: arabisch qatal-a „er tötete“, Altäthiopisch nägär-ku „ich habe gesagt“. Es wird gemeinhin angenommen, dass der im Akkadischen zu findende Zustand im Wesentlichen auch dem Proto-Semitischen zugeschrieben werden kann. Das gesamte Paradigma lautet:
|          |       | Ostsemitisch: Akkadisch | Zentralsemitisch: Arabisch | Äthiosemitisch: Altäthiopisch | Neusüdarabisch: Mehri |
| -------- | ----- | ----------------------- | -------------------------- | ----------------------------- | --------------------- |
| Singular | 1.    | pars-āku                | qatal-tu                   | qätäl-ku                      | rəkəz-k               |
| Singular | 2.m.  | pars-āta                | qatal-ta                   | qätäl-kä                      | rəkəz-k               |
| Singular | 2. f. | pars-āti                | qatal-ti                   | qätäl-ki                      | rəkəz-š               |
| Singular | 3. m. | paris                   | qatal-a                    | qätäl-ä                       | rəkuuz                |
| Singular | 3. f. | pars-at                 | qatal-at                   | qätäl-ät                      | rəkəz-uut             |
| Plural   | 1.    | pars-ānu                | qatal-nā                   | qätäl-nä                      | rəkuuz-ən             |
| Plural   | 2.m.  | pars-ātunu              | qatal-tumū                 | qätäl-kəmmu                   | rəkəz-kəm             |
| Plural   | 2. f. | pars-ātina              | qatal-tunna                | qätäl-kən                     | rəkəz-kən             |
| Plural   | 3. m. | pars-ū                  | qatal-ū                    | qätäl-u                       | rəkawz                |
| Plural   | 3. f. | pars-ā                  | qatal-na                   | qätäl-a                       | rəkuuz                |
| Dual     | 1.    |                         | qatal-tumā                 |                               | rəkəz-ki              |
| Dual     | 2. m. |                         | qatal-tumā                 |                               | rəkəz-too             |
| Dual     | 2. f. |                         | qatal-tumā                 |                               | rəkəz-ki              |
| Dual     | 3. m. |                         | qatal-ā                    |                               | rəkəz-oo              |
| Dual     | 3. f. |                         | qatal-atā                  |                               | rəkəz-too             |

Es fällt auf, dass die Endungen der 1. und 2. Person Singular und der 2. Person Plural, die im Protosemitischen wie im Akkadischen teils t, teils k enthielten, in südlichen Sprachen (Äthiosemitisch, Altsüdarabisch, Neusüdarabisch) nach k und in den anderen zentralsemitischen Sprachen (außerhalb des Altsüdarabischen) dagegen nach t hin vereinheitlicht wurden.

#### Abgeleitete Stämme
Vom meist dreikonsonantigen Grundstamm des Verbs lassen sich mehrere Verbalstämme ableiten, die mit diesem in ihrer Bedeutung in Bezug stehen. Als Bildungsmittel dienen Affixe, Vokaldehnung und Gemination. Die folgenden Beispiele stammen aus dem Akkadischen; sie finden sich in anderen semitischen Sprachen in sehr ähnlicher Form wieder.
| Bildung                                 | Bedeutung                            | Beispiel                                                        |
| --------------------------------------- | ------------------------------------ | --------------------------------------------------------------- |
| Gemination des zweiten Stammkonsonanten | kausativ, pluralisch, faktitiv       | damiq „ist gut“ > dummuqum „gut machen“                         |
| Präfix š-                               | kausativ, faktitiv                   | tariṣ „ist ausgestreckt“ > šutruṣum „breit hinlegen“            |
| Präfix n-                               | passiv                               | parāsum „entscheiden“ > naprusum „entschieden werden“           |
| Infix -t-                               | passiv, reziprok, reflexiv, intensiv | maḫārum „gegenübertreten“ > mitḫurum „einander gegenübertreten“ |

Einzelne abgeleitete Stämme lassen sich auch miteinander kombinieren, besonders stark ist dies im Südsemitischen ausgebildet. So lassen sich im Altäthiopischen von dem Intensivstamm qättälä drei weitere abgeleitete Stämme (jeweils die 3. Person Singular maskulinum der Suffixkonjugation) bilden:
- Grundstamm: qätälä „er tötete“
- Intensivstamm: qättälä „er tötete“
- Intensivstamm + Kausativstamm: ʾäqättälä „er ließ töten“
- Intensivstamm + Reflexivstamm: täqättälä „er tötete sich“
- Intensivstamm + Kausativstamm + Reflexivstamm: ʾästäqättälä „er ließ sich töten“

#### Nominale Formen
Das aktive Partizip des Grundstamms weist in allen semitischen Sprachen Formen auf, die auf protosemitisches *C1āC2iC3 zurückgehen. Im akkadischen Verbaladjektiv und dem westsemitischen Perfekt hat sich außerdem wohl ein Verbaladjektiv der Form *C1aC2VC3 erhalten, das ursprünglich bei transitiven Verben passive, bei intransitiven Verben dagegen aktive Bedeutung hatte. In den abgeleiteten Stämmen weisen die Partizipien ein Präfix ma- oder mu- auf.
Für den Infinitiv sind in den Einzelsprachen verschiedenartige Schemata in Gebrauch, was sich wohl auch auf das Proto-Semitische übertragen lässt.

## Syntax

### Verbalsätze
Sätze, deren Prädikat eine finite Verbform ist, haben im Westsemitischen vorwiegend die Stellung Verb – Subjekt – Objekt (VSO): arabisch ḍaraba Zayd-u-n ʿAmr-a-n „Zayd hat Amr geschlagen“. Während die gleiche Reihenfolge auch für frühe akkadische Personennamen gilt, findet sich im Akkadischen sonst das Verb am Satzende: Iddin-sîn „Sin hat gegeben“ (Personenname), aber bēl-ī1 šum-ī2 izzakar3 „mein Herr1 hat meinen Namen2 genannt3“. Gewöhnlich wird diese Abweichung auf den Einfluss des Sumerischen, der ältesten Schriftsprache in Mesopotamien, zurückgeführt.

### Nominalsätze
Im Semitischen muss ein Satz kein verbales Prädikat enthalten, um vollständig zu sein. Stattdessen können auch Substantive, Adjektive, Adverbien und Präpositionalphrasen als Prädikat dienen. Derartige Sätze heißen in der Semitistik Nominalsätze. Beispiele:
- Mit Substantiv: arabisch huwa raǧulun „er (ist) ein Mann“
- Mit Adjektiv: arabisch al-waladu ṣaġīrun „der Junge (ist) klein“
- Mit Adverb: arabisch ar-raǧulu hāhunā „Der Mann (ist) hier“
- Mit Präpositionalphrase: arabisch ar-raǧulu fī d-dāri „der Mann (ist) im Haus“

### Allgemeines und Grammatik
- Gotthelf Bergsträßer: Einführung in die semitischen Sprachen. Sprachproben und grammatische Skizzen. Nachdruck, Darmstadt 1993.
- Carl Brockelmann: Grundriss der vergleichenden Grammatik der semitischen Sprachen, Bd. 1–2, Berlin 1908/1913 (bis heute unübertroffenes, sehr materialreiches Referenzwerk)
- Robert Hetzron (Hrsg.): The Semitic Languages. Routledge, London 1997 (Überblick über die semitischen Einzelsprachen)
- Burkhart Kienast: Historische semitische Sprachwissenschaft. Harrassowitz, Wiesbaden 2001
- Edward Lipiński: Semitic languages. Outline of a comparative grammar. Peeters, Leuven 1997, ISBN 90-6831-939-6
- Sabatino Moscati (Hrsg.): An introduction to the comparative grammar of the Semitic languages. 2. Auflage. Harrassowitz, Wiesbaden 1969
- Stefan Weninger (Hrsg.): The Semitic Languages: An International Handbook. De Gruyter Mouton, Berlin 2011, ISBN 3-11-018613-6.

### Lexikon
- D. Cohen: Dictionnaire des racines sémitiques ou attestées dans les langues sémitiques. Mouton/Peeters, Paris/Den Haag/Louvain-la-Neuve 1970 ff. (unvollendet)
- A. Militarev, L. Kogan: Semitic Etymological Dictionary. Alter Orient und Altes Testament 278. Kevelaer 2000 ff. (bisher zwei Bände erschienen)